# Sejkov
Sejkov este o comună slovacă, aflată în districtul Sobrance din regiunea Košice. Localitatea se află la altitudinea de 116 m deasupra n.m., se întinde pe o suprafață de 7,03 km2 și în 2017 număra 198 de locuitori.

## Istoric
Localitatea Sejkov este atestată documentar din 1412.

## Demografie
| An:                | 1994 | 2004   | 2014   | 2024   |
| ------------------ | ---- | ------ | ------ | ------ |
| Număr de persoane: | 217  | 201    | 207    | 197    |
| Diferență:         |      | −7,37% | +2,98% | −4,83% |

| An:                | 2023 | 2024 |
| ------------------ | ---- | ---- |
| Număr de persoane: | 197  | 197  |
| Diferență:         |      | +0%  |